# Lương Đức Phước
Lương Đức Phước (sinh ngày 28 tháng 5 năm 2002) là một vận động viên điền kinh người Việt Nam. Anh từng đoạt huy chương vàng Đại hội Thể thao Đông Nam Á ở nội dung 1500 mét.

## Thành tích

### Giải đấu quốc tế
Ở Sea Games 31, Lương Đức Phước giành được tấm huy chương vàng cự ly 1.500m. Đây là chiếc huy chương vàng SEA Games đầu tiên trong sự nghiệp của Đức Phước và cũng là tấm huy chương vàng đầu tiên của một VĐV điền kinh Đồng Nai có được tại một kỳ SEA Games.
Lương Đức Phước tiếp tục được triệu tập vào đội tuyển điền kinh quốc gia thi đấu Sea Games 32. Nhưng ở kỳ đại hội tại Campuchia, anh đã không thể bảo vệ được tấm huy chương vàng.
Tại Đại hội Thể thao châu Á lần thứ 19, Lương Đức Phước giành được quyền thi đấu lượt chạy chung kết, và xếp thứ 11 chung cuộc.

### Cấp độ quốc gia
Ở các giải đấu cấp quốc gia, Lương Đức Phước thi đấu cho đoàn thể thao Đồng Nai. Anh đã liên tục lập cú đúp huy chương vàng cự ly 800m và 1.500m ở Đại hội thể thao toàn quốc 2022 và sau đó là giải vô địch điền kinh quốc gia năm 2023.
Cuối năm 2023, Lương Đức Phước lần đầu thử sức thi đấu cự ly dài ở giải VNExpress Marathon Hải Phòng, về nhì cự ly marathon.